# Almanaque Abril

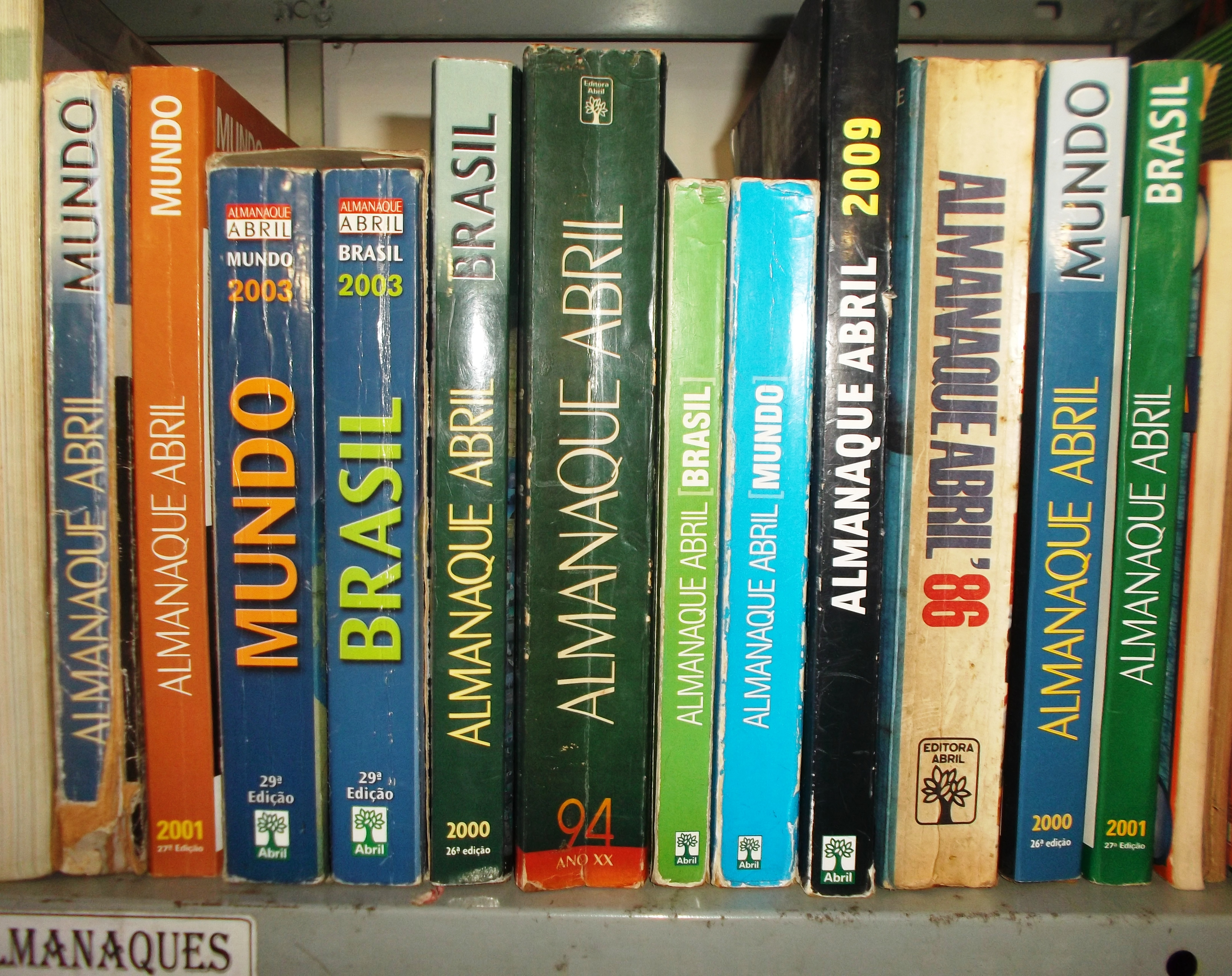
Ausgaben des Almanaque Abril in einer öffentlichen Bibliothek

Der Almanaque Abril, früher Almanaque Brasil, war ein von 1974 bis 2015 von der brasilianischen Grupo Abril bzw. der Editora Abril in São Paulo herausgegebenes portugiesischsprachiges Jahrbuch (Almanach).
Während der Almanaque ursprünglich in seinem Untertitel den Anspruch erhob, eine ganze „Enzyklopädie in nur einem Band“ zu sein (A enciclopédia em um só volume), erschienen ab dem Jahr 2000 jeweils zwei Jahrbücher – ein Almanaque Abril (Brasil) und ein Almanaque Abril (Mundo). Zudem erschien der Almanaque auch als multimediale Enzyklopädie auf CD-ROM.
Der Almanaque enthielt neben einem Rückblick auf Ereignisse des jeweiligen Jahres in Brasilien und im Rest der Welt auch Hintergrundberichte, Dossiers, Analysen, Karten, Grafiken etc. zu Entwicklungen in Wirtschaft, Politik und Kultur sowie statistische und historische Daten, Fakten und Informationen zu allen Ländern der Welt. Im internationalen Maßstab war der Almanaque somit vergleichbar mit dem englischsprachigen The World Almanac and Book of Facts (und seiner spanischen Version, dem Almanaque Mundial) sowie dem deutschsprachigen Fischer Weltalmanach, im brasilianischen bzw. portugiesischsprachigen Maßstab mit dem 1980–1989 von der Editora Terceiro Mundo in Rio de Janeiro herausgegebenen Guia do Terceiro Mundo.